# مونتیشوم
مونتیرچوم (به فرانسوی: Montierchaume) یک کمون در فرانسه است که در اندر واقع شده‌است. مونتیرچوم ۳۷٫۲ کیلومتر مربع مساحت و ۱٬۶۹۹ نفر جمعیت دارد و ۱۶۰ متر بالاتر از سطح دریا واقع شده‌است.